# 米歇尔·奥尼尔
米歇尔·奥尼尔（英語：Michelle O'Neill；1977年1月10日—），北愛爾蘭民族派政治人物，現任北愛爾蘭首席部長、新芬黨副主席。她亦是中阿爾斯特選區的北愛爾蘭議會議員，自2007年選舉獲選後連任至今。
隨著2024年民主統一黨願意重返聯合執政，奥尼尔成為首位民族派北愛爾蘭首席部長，也是首位北愛正、副首席部長皆擔任過的人。

## 早年生涯
1977年1月10日，歐尼爾出生於愛爾蘭共和國科克郡的費莫伊鎮。她的父親（Brendan Doris）是一名臨時愛爾蘭共和軍囚犯，也是新芬黨地方議員。她的叔叔（Paul Doris）曾任愛爾蘭北方援助委員會全國主席。他的表弟（Tony Doris）是1991年被特別空勤團伏擊中身亡的三名愛爾蘭共和軍成員之一。另一位表親（Gareth Malachy Doris）是一名愛爾蘭共和軍志願者，在1997年煤島襲擊事件中遭槍擊受傷。
歐尼爾就讀於聖派翠克女子學院，一所位於蒂龍郡鄧甘嫩的天主教文法學校。隨後，她開始接受會計技術員培訓，然後開始從事政治。

## 政治生涯
她自2007年起任北爱尔兰议会议员，曾於2010年代先後任農業及鄉郊發展部部長，以及衛生部部長。
2020年1月，在《新十年、新方法》協議恢復權力分享安排後，她成為北愛爾蘭副首席部長。

## 外部連結
- 官方网站 （英文）
- 维基共享资源上的相關多媒體資源：米歇尔·奥尼尔

| 北愛爾蘭議會                                        | 北愛爾蘭議會                               | 北愛爾蘭議會                                      |
| --------------------------------------------------- | ------------------------------------------ | ------------------------------------------------- |
| 前任者： 格拉爾迪·杜根                              | 北愛爾蘭議會議員 中阿爾斯特選區 2007年至今 | 現任                                              |
| 官衔                                                |                                            |                                                   |
| 前任者： 蜜雪兒·吉爾德諾                            | 建築與農村發展部長 2011年－2016年          | 繼任者： 蜜雪兒·麥克爾維 為建築、環境與農村事務部 |
| 前任者： 西蒙·漢密爾頓 為健康、社會服務與公共安全部 | 北愛爾蘭健康部長 2016年－2017年            | 空缺部門裁撤                                      |
| 前任者： 瑪麗·盧·麥當勞                             | 新芬黨副主席 2018年至今                    | 現任                                              |
| 前任者： 馬丁·麥吉尼斯                              | 北愛爾蘭副首席部長 2020年－2024年          | 繼任者： 艾瑪·利特爾-彭傑利                       |
| 前任者： 保羅·吉凡                                  | 北愛爾蘭首席部長 2024年－                  | 現任                                              |